# Filius Banning
Filius Banning (Engels: Filius Flitwick) is een personage uit de Harry Potterserie, geschreven door J.K. Rowling. Hij is leraar op Zweinstein. Zijn voornaam betekent in het Latijn "zoon", waarschijnlijk omdat hij zo klein is. Hij geeft het vak Bezweringen, en is tevens het afdelingshoofd van Ravenklauw.
Banning is een zeer kleine tovenaar met een piepstemmetje. Om over zijn bureau te kunnen kijken moet hij op een stapel boeken staan. Tijdens de maaltijden in de Grote Zaal zit hij op een stapel kussens. De oorzaak van zijn geringe lengte is, volgens de website van J.K. Rowling, dat hij Kobolden-bloed door zijn aderen heeft stromen, afkomstig van een over-over-over-grootvader. In de films komt hij in (bijna) alle delen voor.
Banning is joviaal en probeert de leerlingen te helpen waar hij kan. Hij versiert de Grote Zaal tijdens feestelijke gelegenheden. Hij is ook een zeer machtig tovenaar: in het vijfde boek tovert hij het moeras dat Fred en George Wemel hadden getoverd in drie seconden weg. Professor Omber was er toen al heel lang mee bezig geweest, en haar was het niet gelukt om het moeras weg te krijgen. Ook gaan er geruchten dat Banning een Duelleerkampioen was toen hij jonger was. Omdat hij heel klein en snel was.
In het zevende deel vecht hij ook mee in de Slag om Zweinstein en doodt hij Antonin Dolochov.